# Skaftafellsjökull
Ne doit pas être confondu avec Skaftárjökull ou Skálafellsjökull.
Le Skaftafellsjökull, terme islandais signifiant en français « le glacier de Skaftafell », est un glacier d'Islande constituant une langue glaciaire du Vatnajökull.

## Géographie

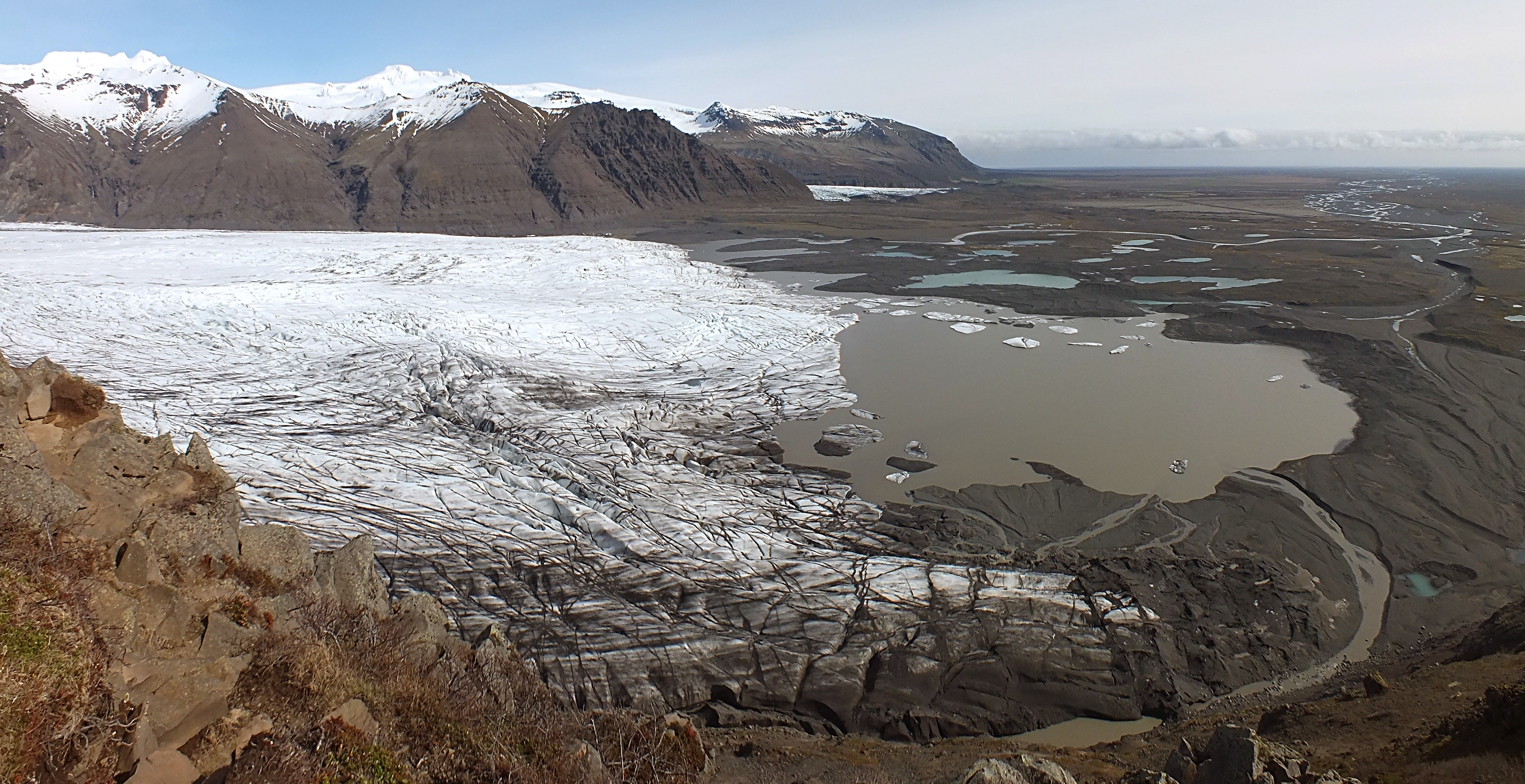
Vue du front glaciaire du Skaftafellsjökull depuis le point de vue de Sjónarnípa au-dessus de Skaftafell.

Le Skaftafellsjökull est situé dans le sud de l'Islande, en bordure du parc national du Vatnajökull, non loin de Skaftafell. Il constitue avec le Svínafellsjökull voisin l'une des langues glaciaires du Vatnajökull, le plus grand glacier d'Islande.

## Régime glaciaire

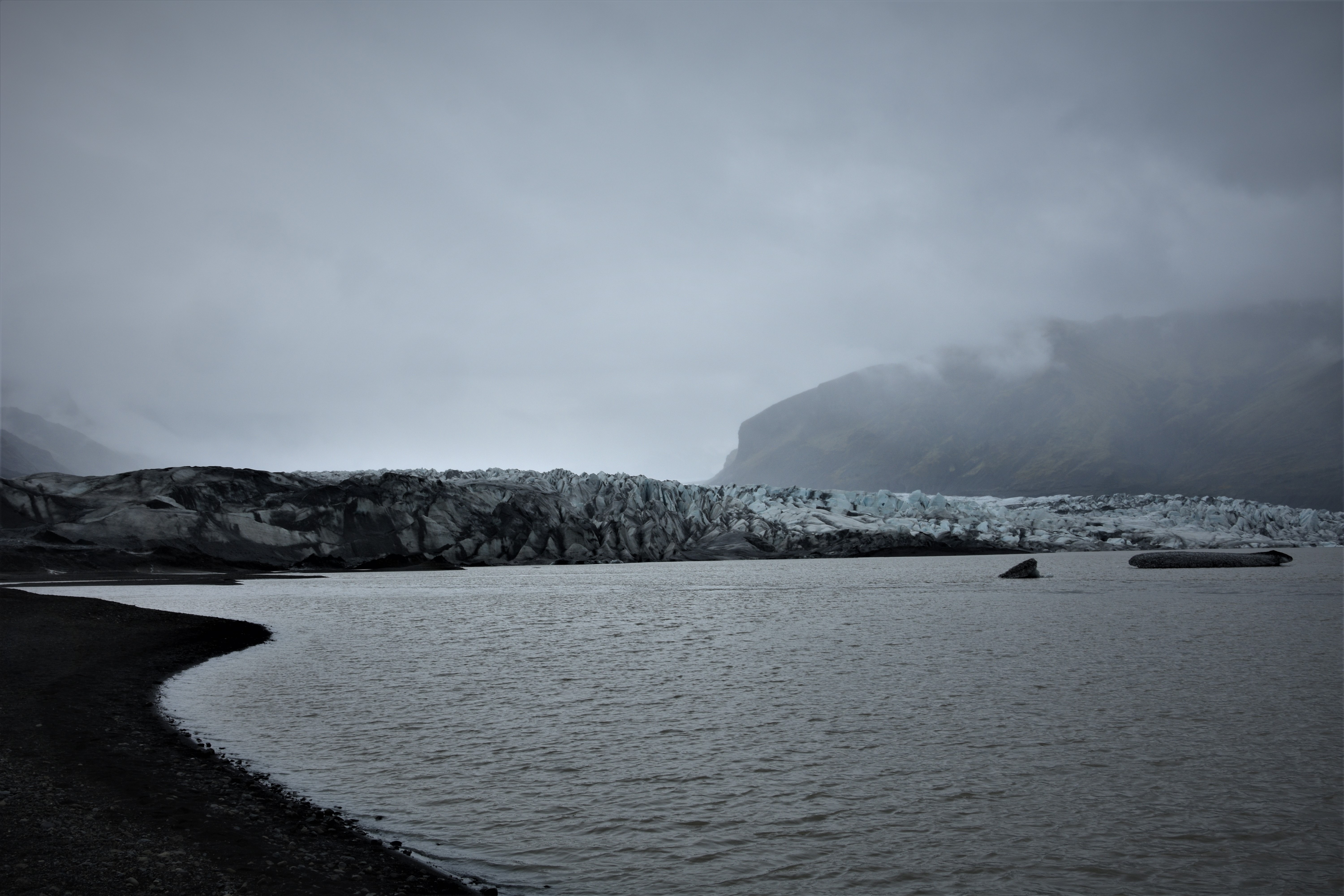
Vue du front glaciaire du Skaftafellsjökull en juillet 2019 avec un lac proglaciaire apparut au début du XXIe siècle.

Durant le XXe siècle, le Skaftafellsjökull connait des périodes de reculs, d'avancées et de stabilisation de la position de son front glaciaire. En 1904, alors qu'il est en phase de retrait, il est encore connecté au Svínafellsjökull situé au sud avec lequel il se sépare en 1935. Ce retrait du front glaciaire se fait avec un rythme de 23 mètres par an jusqu'en 1945 puis 26 mètres par an jusqu'en 1968. En 1964, le climat dans la région devient plus rude et la position du front glaciaire cesse de reculer en 1968 avant de se mettre à connaitre plusieurs phases d'avancées et de reculs jusqu'en 1980. Depuis, le front glaciaire n'a pas cessé de reculer avec un rythme de 33 mètres par an entre 1997 et 2003 et 50 mètres par an entre 2005 et 2007.
Plusieurs causes expliquent ce recul du front du glacier. La principale est le réchauffement climatique même si les premiers relevés de températures au niveau du glacier datant de 1995 ne permettent pas d'avoir assez de recul sur ce facteur météorologique. Le second facteur est l'activité volcanique sous-glaciaire au niveau du Vatnajökull qui se répercute sur les bordures du glacier, notamment avec le phénomène des jökulhlaups[réf. nécessaire].

## Activités

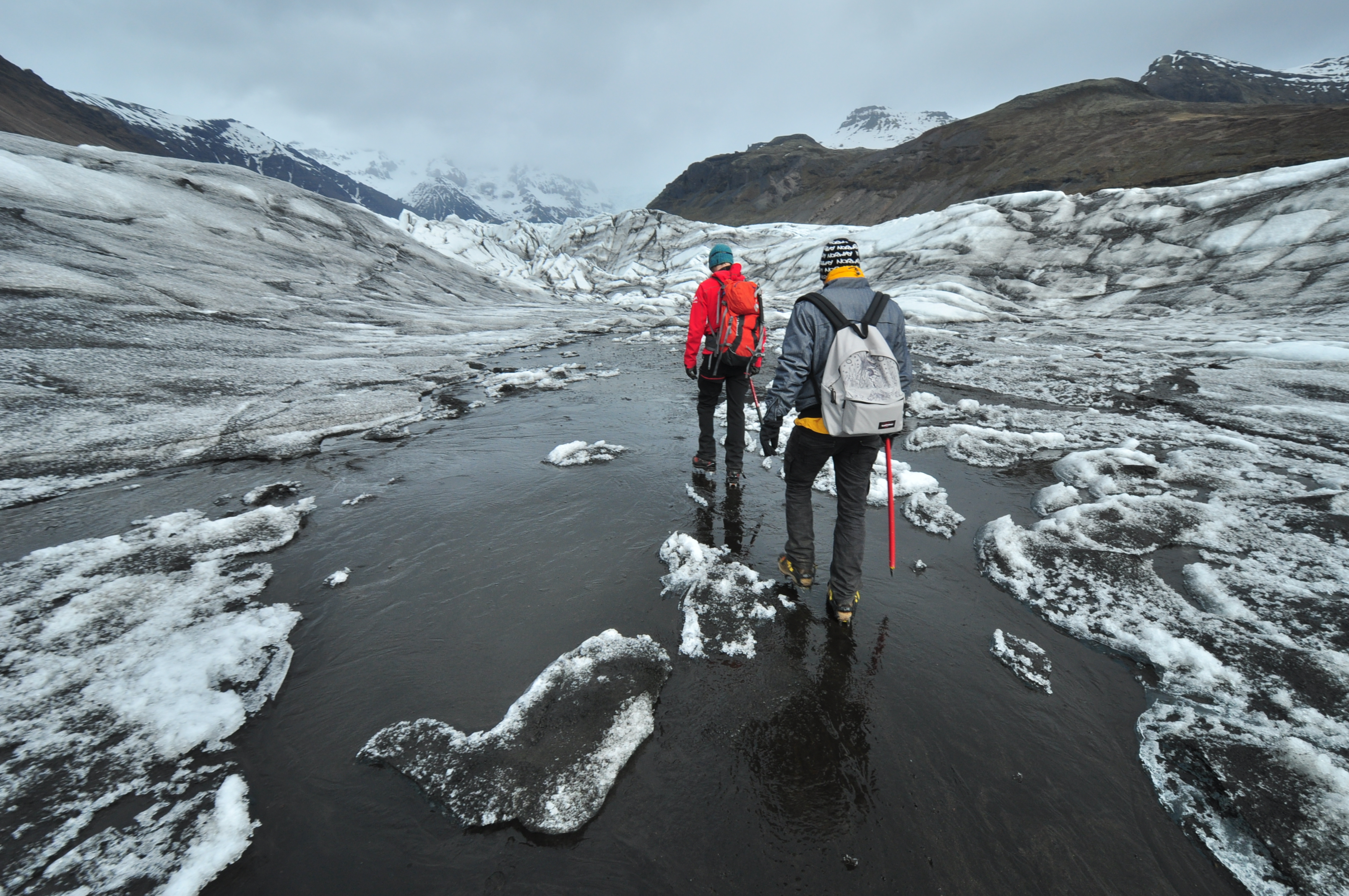
Randonnée glaciaire sur le Skaftafellsjökull.

Le Skaftafellsjökull constitue un lieu de randonnée glaciaire.

## Dans la culture
Les scènes sur la planète du Docteur Mann dans le film américain Interstellar sorti en 2014 sont filmées sur le glacier.